# Gare d'Utica
La  gare d'Utica (ou Union Station (Utica)) est une gare ferroviaire des États-Unis située à Utica dans l'État de New York ; elle est desservie par plusieurs lignes d'Amtrak.

## Histoire
Elle est construite entre 1912 et 1914.

## Service des voyageurs

### Desserte
Elle est desservie par des liaisons longue-distance Amtrak :
- L'Empire Service: Niagara Falls (NY) - New York
- Le Lakeshore Limited: Chicago - New York/Boston
- Le Maple Leaf: Toronto - New York

Amtrak exploite aussi un service touristique, l'Adirondack Scenic Railroad, entre Utica et Lake Placid dans le Parc Adirondack.